# Primo Levi
Primo Levi (31. července 1919 Turín – 11. dubna 1987 tamtéž) byl italský židovský chemik a spisovatel, jehož nejproslavenější dílo Je-li toto člověk (1947) je autobiografickou výpovědí o jeho věznění v koncentračním táboře Auschwitz.

## Život
Narodil se v Turíně roku 1919 Cesaru a Ester Leviovým (dva roky před jeho sestrou Annou Marií). V roce 1934 nastoupil na prestižní gymnázium Liceo Massimo d’Azeglio. Původním povoláním byl chemik, chemii vystudoval v letech 1937 až 1941 na turínské univerzitě. V roce 1933 vstoupil do Avangardisti – hnutí pro mladé fašisty. V roce 1942 vstoupil do ilegální Strany akce a obstarával styk s ostatními protifašistickými organizacemi, po německé okupaci Itálie působil v partyzánském oddílu, na konci roku 1943 byl zajat a jako Žid deportován do sběrného tábora v Carpi-Fossoli. Odtud byl deportován do pracovního tábora Osvětim-Monowitz, kde pracoval v průmyslovém komplexu Buna, který byl součástí IG Farben. Přežil krutý život v Osvětimi – po osvobození tábora byl krátce nato internován do ruského tábora pro bývalé vězně nacismu a po kapitulaci Německa a smrti Hitlera se po delších peripetiích vrátil vlakem přes dnešní Ukrajinu (Staryje Dorogy a Bobrujsk), Rumunsko, Maďarsko, Slovensko, Rakousko a Německo zpět do Turína. V roce 1947 se oženil (s Luciou Morpurgo, se kterou vychoval dvě děti) a začal pracovat ve výzkumné laboratoři a psát. V 67 letech spáchal sebevraždu.

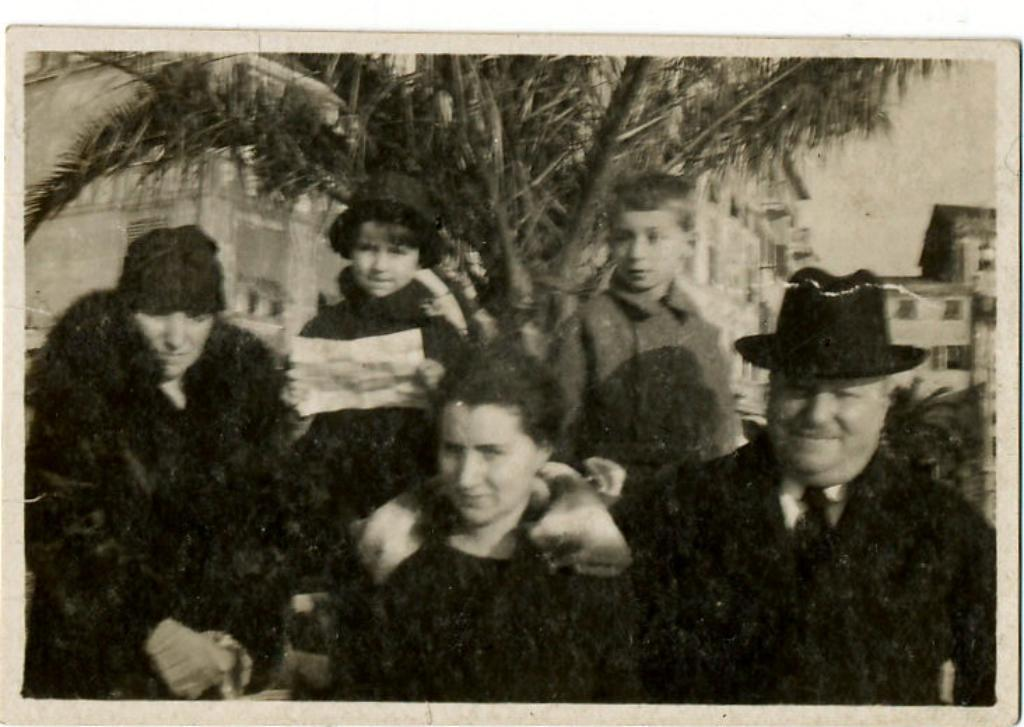
Leviho rodina v roce 1927
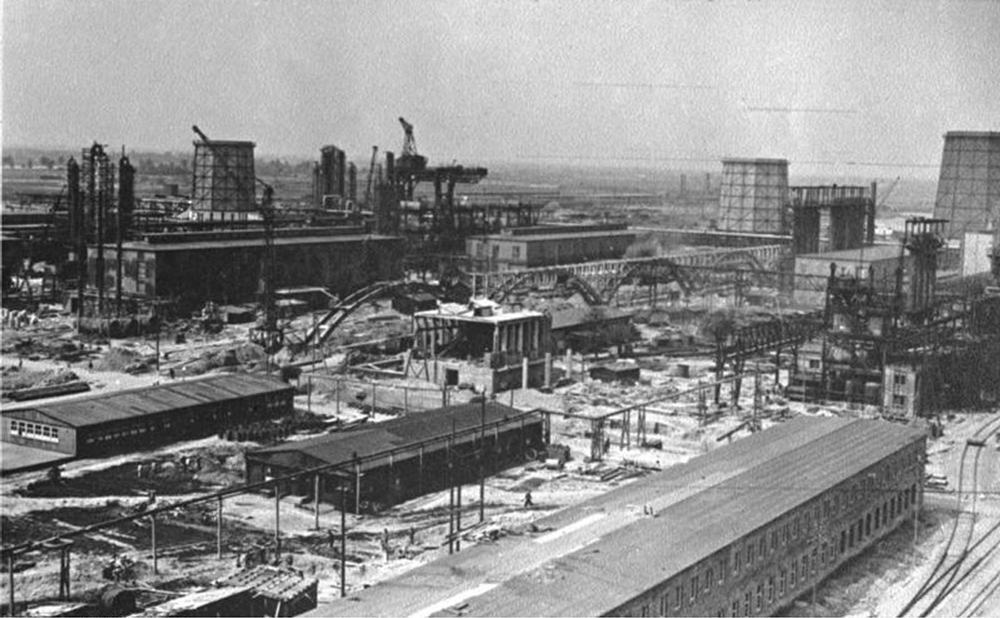
Monowitzká továrna IG Farben během své výstavby v roce 1942, asi 10 km od Osvětimi
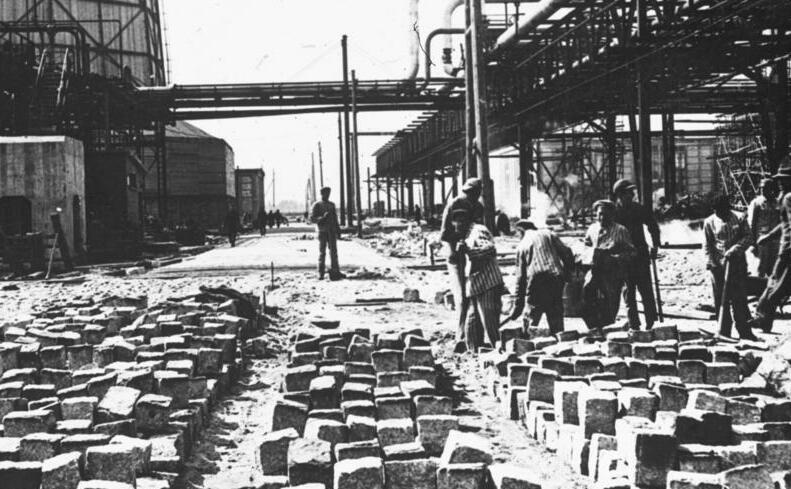
Vězni pracující v Monowitzké továrně
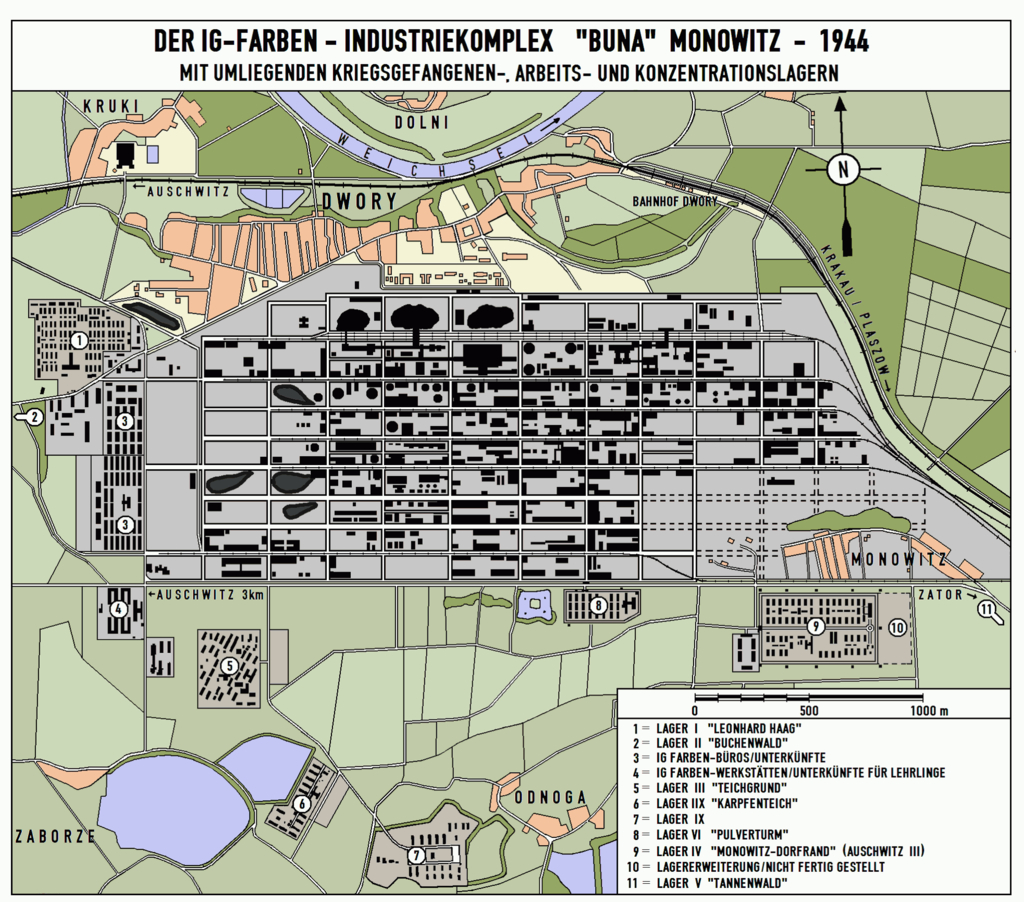
Schéma komplexu Monowitz Buna, ve kterém Levi musel pracovat
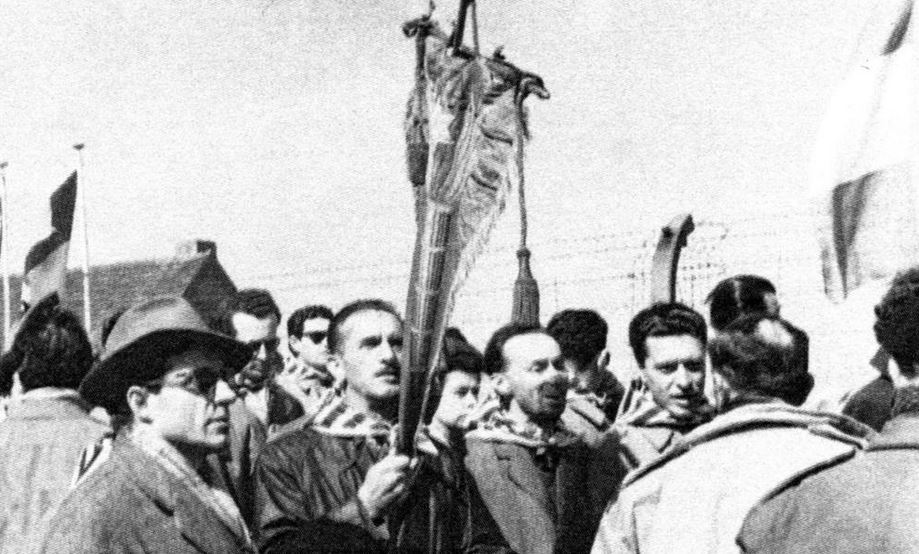
Levi v koncentračním táboře

### Komplex přeživšího
Levi byl jedním z lidí, kteří trpěli tzv. komplexem přeživšího – tj. výčitkami svědomí těch, kteří přežili smrtící prostředí a likvidační selekce (často i v důsledku náhod) a ptají se, zdali to nebylo na úkor jiných.

## Dílo
První Leviho román, Je-li toto člověk (Se Questo è un Uomo, 1947), se zabývá jeho zkušeností z táborů. Otázka pronásledování Židů se pak vrací i v jeho dalších knihách, mj. Kdy, ne-li teď? (Se non ora, quando?, 1984) a Potopení a zachránění (I sommersi e i salvati, 1986). Zážitky z poválečné cesty zpět do rodného Turína byly hlavním tématem nejznámějšího Leviho románu Příměří (La tregua, 1963). Kromě románů napsal Levi i několik svazků povídek: Formální chyba (1971) a Prvky života (1975), Lilít (1981). Pod pseudonymem Damiano Malabaila vydal vědeckofantastický povídkový soubor Přírodopisy (1966). Byl též autorem několika sbírek básní zobrazujících lidské nitro: Brémská hospoda (1975), Francouzský klíč (1978), V nejistou hodinu (1984). Kniha Leviho esejů z let 1964–84, která vyšla pod názvem Cizí povolání (1985), obsahuje výpravy do světa přírodních věd, techniky, astronomie a literatury. Levi též přeložil Kafkův Proces do italštiny (1983).
Román Příměří zfilmoval režisér Francesco Rosi v roce 1997. Byl oceněn cenou Strega. V Berlíně je po něm pojmenována střední škola.
V roce 2006 byla jeho kniha The Periodic Table vybrána britskou Královskou společností za nejlepší vědeckou knihu všech dob.